# Флаг Столбцов
Флаг города Столбцы и Столбцовского района (бел. Сцяг горада Стоўбцы і Стаўбцоўскага раёна) — официальный символ города Столбцы и Столбцовского района Минской области Беларуси.

## История
Проект герба и флага города Столбцы и Столбцовского района одобрен решением Столбцовского районного Совета депутатов от 30 января 2004 года № 38 «О проекте герба и флага города Столбцы и Столбцовского района». Флаг города Столбцы и Столбцовского района был утверждён Указом Президента Республики Беларусь № 691 от 20 ноября 2006 года. Жёлтый цвет на флаге олицетворяет богатство и власть, синий цвет символизирует красоту и величие. Витина па изображении флага обозначает, что город был центром речной торговли.

## Описание
Флаг города Столбцы и Столбцовского района представляет собой прямоугольное полотнище с соотношением сторон 1:2, состоящее из трех вертикальных полос: двух желтого цвета, расположенных по краям (ширина каждой в 1/4 длины полотнища) и центральной части голубого цвета (ширина в 1/2 длины полотнища), в центре которой изображена серебряная витина.

## Использование
Флаг города Столбцы и Столбцовского района — собственность Столбцовского района, правом распоряжения которой обладает Столбцовский районный исполнительный комитет.
Флаг города Столбцы и Столбцовского района может размещаться в тех местах города Столбцы и Столбцовского района, где в соответствии с законодательством предусматривается размещение изображения Государственного флага Республики Беларусь. При одновременном размещении Государственного флага Республики Беларусь, флага города Столбцы и района и других гербов их расположение определяется в соответствии с Законом Республики Беларусь от 5 июля 2004 года «О государственных символах Республики Беларусь» (Национальный реестр правовых актов Республики Беларусь, 2004 г., № 111, 2/1050).